# Уйвар (эялет)
Эялет Уйвар или Уйварский пашалык (осман. ایالت اویوار; Eyālet-i Uyvar‎) — административно-территориальная единица Османской империи. Существовал в 1663—1685 годах. Образовался после османских завоеваний в Венгрии. Ликвидирован по результатам Великой Турецкой войны (1683—1699).

## История
В 1663 году после начала очередной войны с Австрией великий визирь Фазыл Ахмед Кепрюлю двинулся в Венгрию, где захватил города Нове-Замки, Нитра, Новиград. Вашварский мир 1664 года закрепил эти завоевания.
Из этих земель был образован новый эялет. Нове-Замки был переименован в Уйвар. От его названия стала называться вся провинция. Её непосредственными задачами были, с одной стороны, защита с севера будинского пашалыка, а с другой, крепости этого эялета служили базами для наступления в Северную Венгрию (современная Словакия), а также помощь крымскотатарским отрядам в нападениях на Моравию. Гарнизон Уйвара составлял 2 тысячи янычар и 800 сипахов.
С началом Великой турецкой войны в 1683 году из крепостей эялета Уйвар осуществлялись османские набеги на Австрийскую Венгрию, Австрию и Моравию. Поражение в 1683 году под Веной поставило османские войска в сложное положение. В 1685 году почти все города эялета было захвачено войсками Священной лиги во главе с Энеем-Сильвием Капрарой. Фактически Уйварский эялет перестал существовать. Такое положение было закреплено Карловицким договором 1699 года.

## Структура
Эялет Уйвар состоял из 6 санджаков: санджак Новиград, Бужак, Левице, Глоговец, Шаштин-Страже и Нитра.

## Экономика
Османское правительство стимулировал заселение городов провинции: сюда перебирались мусульмане и иудеи. Даны были льготы для ремесленников и торговцев. Ежегодная дань составляла 1 млн 90 тыс. 150 акче. По переписи 1670 года немусульмане составляли 20 183 лица, платили джизью в 50 акче каждый.